# 세인트패트릭구 (세인트빈센트 그레나딘)

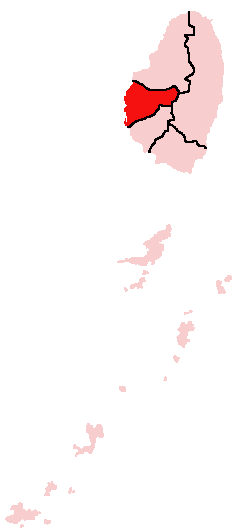
세인트패트릭구의 위치

세인트패트릭구(영어: Saint Patrick Parish)는 세인트빈센트 그레나딘의 구로 행정 중심지는 바루알리에이며 면적은 37km2, 인구는 5,800명(2000년 기준)이다. 세인트빈센트섬에 위치한다.